# 라이터

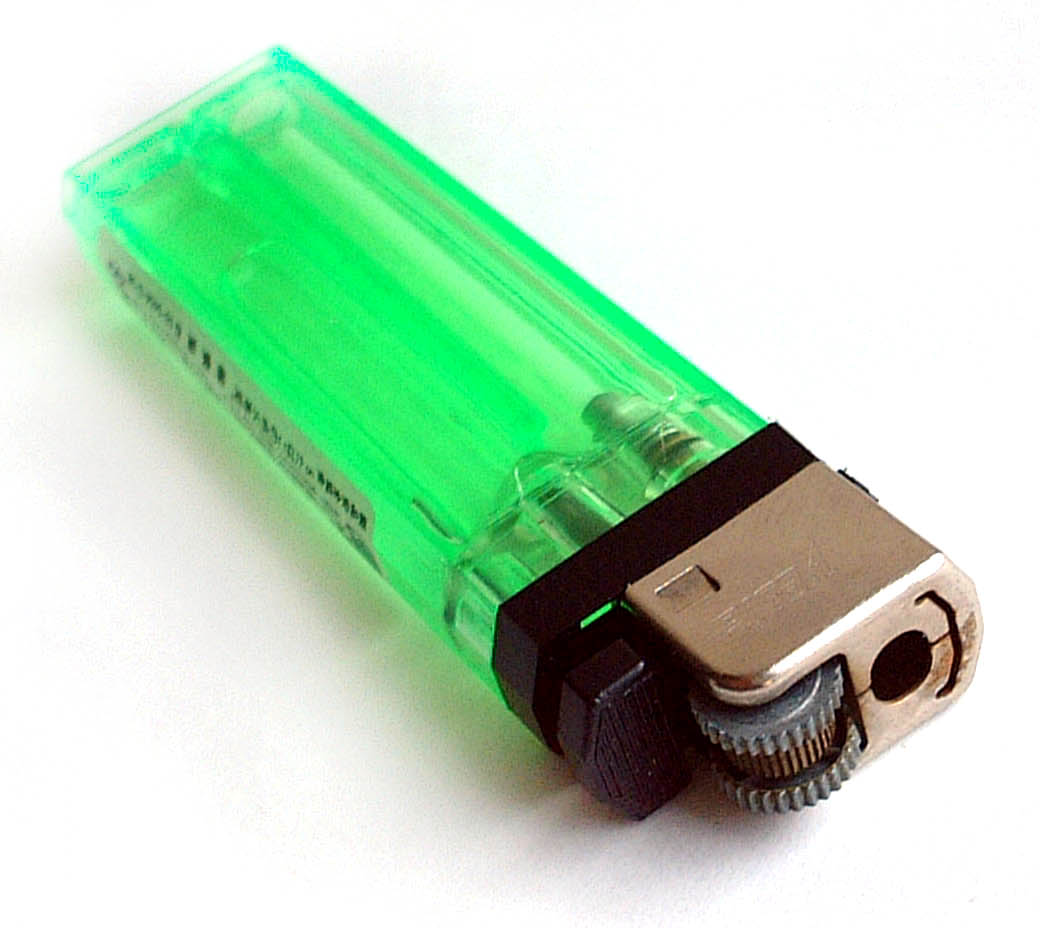
녹색 라이터의 모습.

라이터(영어: Lighter)는 불을 붙이는 휴대용 도구다. 라이터 바깥쪽은 금속이나 플라스틱으로 싸여 있고, 그 안에 고압 액체 가스나 가연성 물질이 담겨 있다. 라이터는 1823년 독일 화학자 요한 볼프강 되버라이너에 의해 처음 나왔다. 라이터는 종류에 따라, 오일라이터, 가스라이터, 전자라이터 등 세 가지로 나뉜다.
불을 피우는 목적은 다양하다. 그러나 대부분의 목적은 담배에 불을 붙이는 데 사용된다.

## 역사
최초의 라이터는 화약을 사용한 수발총이었다. 최초의 라이터 가운데 하나는 1823년 독일의 화학자 되베라이너(Johann Wolfgang Döbereiner )가 발명하였으며 이는 되베라이너의 램프로 불렸다. 이 라이터는 화학 반응을 통해 라이터 내에서 만들어진 수소 가연성 수소 가스를 점화시키는 방식으로 동작했으며, 백금의 촉매작용을 통해 이루어져 상당한 양의 열과 빛을 낼 수 있었다.

## 종류
일단 라이터는 크게 오일 라이터, 가스 라이터, 터보 라이터, 그리고 전기 라이터로 나뉜다.

### 오일 라이터
오일 라이터는 가매나 알코올 등의 액체연료가 쓰였고 현대에 들어와서는 효율이 가장 좋고 안전한 화이트 가솔린 하나로 통일됐다. 연료를 머금은 솜과 심지에 부싯돌로 불을 당겨서 점화하는, 단순하고도 신뢰성 있는 구조로 되어있다.
이를 위해서 대부분의 오일 라이터는 금속제 몸체와 솜, 심지, 부싯돌이 장전되는 점화장치로 구성된다. 다만 가스 라이터에 비해 탑재연료량이 적고 관리 및 보수 비용이 많이 들며 시간이 지날수록 연료가 휘발하는 성질이 있어 장시간 보존이 어렵다.

### 가스 라이터
현재 전 세계에서 가장 보편적인 방식의 라이터이다. 그만큼 장점이 많은 라이터이기도 하다. 현대의 것과 같은 일회용 가스 라이터는 1946년 프랑스의 프라미네르사에서 처음 생산이 시작되어 지금에 이르고 있다. 구조는 위의 오일 라이터의 방식에서 기름 연료는 가스로, 심지는 가스분사 노즐로 바뀌었다고 보면 된다. 연료로는 부탄가스 등의 기체연료가 사용된다.
발화장치로는 대부분이 부싯돌을 사용하지만, 90년대 이후에는 일회용도 압전 스파크를 이용하는 경우도 많다. 버튼처럼 생긴 걸 딸깍 누르는 것이 바로 이것. 이 경우 손가락에 힘이 덜 들고 손이 젖은 채로도 사용이 간편하다는 이점이 있지만, 압전 스파크 발생기 자체의 부피가 있어서 가스 용량이 상대적으로 작고, 가격이 몇백 원 정도 비싸다는 단점이 있다.
라이터 하나에 들어갈 수 있는 연료량이 매우 많으며, 오일 라이터와는 달리 연료가 증발할 일이 없다는 장점이 있다. 이 때문에 가스 라이터, 특히 일회용은 취급이 오일 라이터와 비교할 수 없을 정도로 편하다. 단점이라면 안전 면에서는 폭발할 위험이 있어 오일라이터 보다는 화재 위험이 높다.
개중에는 토치 수준으로 화력이 강한 종류의 가스 라이터도 있다.바람이 부는 환경에서도 발화할 수 있도록 설계되어 있기 때문에 야외에서 사용하기 매우 적합한 라이터이다. 이러한 종류의 라이터 중에는 금속에 따라 불꽃의 색이 다르게 나오는 특수 기능이 포함된 제품도 존재한다.

### 전기 라이터
전기를 이용한 라이터의 종류이다. USB 충전 방식이 가장 보편적이며 자동차에 있는 시거잭 라이터도 전기라이터다. 사용이 간편하고 연료를 구하기가 쉽다는 장점이 있으나 사용 시간이 짧고 쉽게 고장난다는 단점이 있다.

## 같이 보기
- 성냥
- 담배